# علاقات كازاخستان الخارجية
تستند السياسة الخارجية لكازاخستان في المقام الأول على الأمن السياسي والاقتصادي، ولكن أيضا على نمو اقتصاد البلاد وآسيا الوسطى. وقد حاولت إدارة نزارباييف تحقيق التوازن بين العلاقات مع روسيا والولايات المتحدة من خلال بيع النفط والغاز الطبيعي لجارتها الشمالية بأسعار منخفضة مع مساعدة الولايات المتحدة في الحرب ضد الإرهاب. كازاخستان عضو في الأمم المتحدة، ومنظمة الأمن والتعاون في أوروبا (والتي ترأستها في عام 2010)، مجلس الشراكة الأوروأطلسية، ورابطة الدول المستقلة، ومنظمة شنغهاي للتعاون وشراكة الناتو من أجل السلام. شكلت كازاخستان اتحادا جمركيا مع روسيا وروسيا البيضاء، والتي تم تحويلها إلى فضاء اقتصادي مشترك في عام 2012. في 19 نوفمبر 2011، وضعت الدول الأعضاء لجنة مشتركة لتعزيز علاقات اقتصادية أوثق مع إنشاء الاتحاد الأوراسي في عام 2014. وقد أنشأت كازاخستان الجماعة الاقتصادية الأوروآسيوية مع قيرغيزستان وطاجيكستان. كما دعت كازاخستان لتحقيق التكامل بين بلدان المنطقة في آسيا الوسطى والتكامل الدولي في المنطقة.

## رئاسة منظمة الأمن والتعاون
في يناير 2010 تسلمت كازاخستان رئاسة منظمة الأمن والتعاون في أوروبا (OSCE)، وهي أكبر منظمة للأمن الإقليمي، و56 دولة في أوروبا وأمريكا الشمالية وآسيا هي عضوة في هذه المنظمة. أصبحت كازاخستان أول دولة كانت في السابق عضوة في الاتحاد السوفيتي، وآسيوية ودولة إسلامية أن يكون لها شرف قيادة المنظمة. هذا يرمز بلا شك نجاح الإنجازات الاجتماعية والاقتصادية والسياسية بكازاخستان خلال السنوات 18 لاستقلالها. في ديسمبر 2010 عقدت قمة منظمة الأمن والتعاون الأولى في كازاخستان منذ عام 1999.

## منظمة شنغهاي للتعاون
كازاخستان هي واحدة من الأعضاء المؤسسين لمنظمة شنغهاي للتعاون، والمعروفة باسم «خمسة شانغهاي»، التي تأسست في 26 أبريل 1996 مع توقيع معاهدة حول تعميق الثقة العسكرية في المناطق الحدودية (Treaty on Deepening Military Trust in Border Regions) في شنغهاي. ومنذ ذلك الحين، أصبحت كازاخستان عضوا ناشطا جدا في السياسة العامة للمنظمة.
في قمة منظمة شنغهاي للتعاون التي عقدت في بشكك في 20 سبتمبر 2013، التقى ممثلو كازاخستان مع قادة المنظمة لمناقشة العديد من القضايا. واحدة من القضايا الرئيسية هي الاستقرار الإقليمي خاصة في أفغانستان بعد انسحاب القوات الأمريكية. كما وقعت كازاخستان إعلان بيشكيك مع الدول الأعضاء والمراقبين في المنظمة في محاولة لإيجاد حلول دبلوماسية مع إيران وسوريا. بالنسبة لسوريا، أرادت كازاخستان للمساعدة في ايجاد حل دبلوماسي لا يتطلب أي تدخل مباشر بسبب الحاجة إلى تفويض من الأمم المتحدة. بالنسبة لإيران، أرادت كازاخستان أن يوجد حل دبلوماسي بين إيران ومجموعة 5 + 1 للسماح لايران بتخصيب اليورانيوم لأغراض مدنية (توليد الطاقة النووية).

## المبادرات لحفظ السلام
كانت طاجيكستان أول دولة أرسل إليها كازاخستان قوات حفظ السلام. في 11 نوفمبر 1992، وبسبب الوضع المعقد، طلب المجلس الأعلى في طاجيكستان من دول رابطة الدول المستقلة إرسال قوات حفظ السلام إلى البلاد. وفي 22 يناير 1993، تمت مناقشة هذا الطلب في قمة رابطة الدول المستقلة في مينسك، وحظي بدعم رؤساء الدول. وأمر الرئيس الكازاخستاني نورسلطان نزارباييف بإرسال كتيبة مختلطة من 700 جندي إلى طاجيكستان، تتألف من وحدات حدودية وداخلية وبرية، لحماية جزء من الحدود مع أفغانستان. أثناء أداء مهامهم، نجح الجنود الكازاخ في صد عدة هجمات من جماعات مسلحة حاولت التسلل إلى أراضي طاجيكستان، وقدموا حاجزًا فعالًا أمام تهريب الأسلحة والمخدرات. استمرت الكتيبة الكازاخية في حماية الحدود الطاجيكية الأفغانية حتى عام 2001، حينما استقرت الأوضاع في المنطقة.
شارك الكازاخستانيون في عمليات حفظ السلام في العراق، حيث قاموا بتفكيك حوالي 4 ملايين من المتفجرات. كما تم إرسال قوات حفظ السلام الكازاخية إلى مناطق أخرى، بما في ذلك الصحراء الغربية، وكوت ديفوار، ولبنان.
قام الرئيس الكازاخستاني نورسلطان نزارباييف بدور الوسيط السلمي في عدة صراعات، منها نزاع قره باغ عام 1987. وفي 27 أغسطس 1992، بادر نزارباييف لعقد محادثات ثلاثية في ألماتي بمشاركة وزراء خارجية أذربيجان وأرمينيا وكازاخستان، وفي 1 سبتمبر 1992، تم التوصل إلى اتفاق لوقف إراقة الدماء بين أذربيجان وأرمينيا.
في عام 2010، لعب نزارباييف دورًا حاسمًا في تسوية الأزمة في قيرغيزستان، حيث تفاوض مع الرئيس السابق كرمان بك باقييف ونظم عملية إجلائه إلى كازاخستان، مما ساعد في تجنب حرب أهلية في البلاد.
دعم الرئيس الكازاخستاني نورسلطان نزارباييف جهود حل الأزمة الأوكرانية منذ عام 2014. ونظمت كازاخستان محادثات بصيغة "النورماندي" بمشاركة قادة روسيا، وأوكرانيا، وفرنسا، وألمانيا في 11-12 فبراير 2015 في مينسك، حيث دعت هذه المحادثات إلى فتح الطريق لإحلال السلام.
كما شاركت كازاخستان في حل النزاع السوري. بمبادرة من نزارباييف، عُقدت اجتماعات لمجموعات المعارضة السورية في أستانا في عام 2015، مما أدى إلى إطلاق "مبادرة أستانا". كذلك أجرى نزارباييف محادثات مع قادة العالم الإسلامي، بما في ذلك ملك الأردن، وأمير قطر، ورئيس إيران، وآخرين، بهدف دعم جهود التسوية السلمية في سوريا.

## العلاقات الثنائية

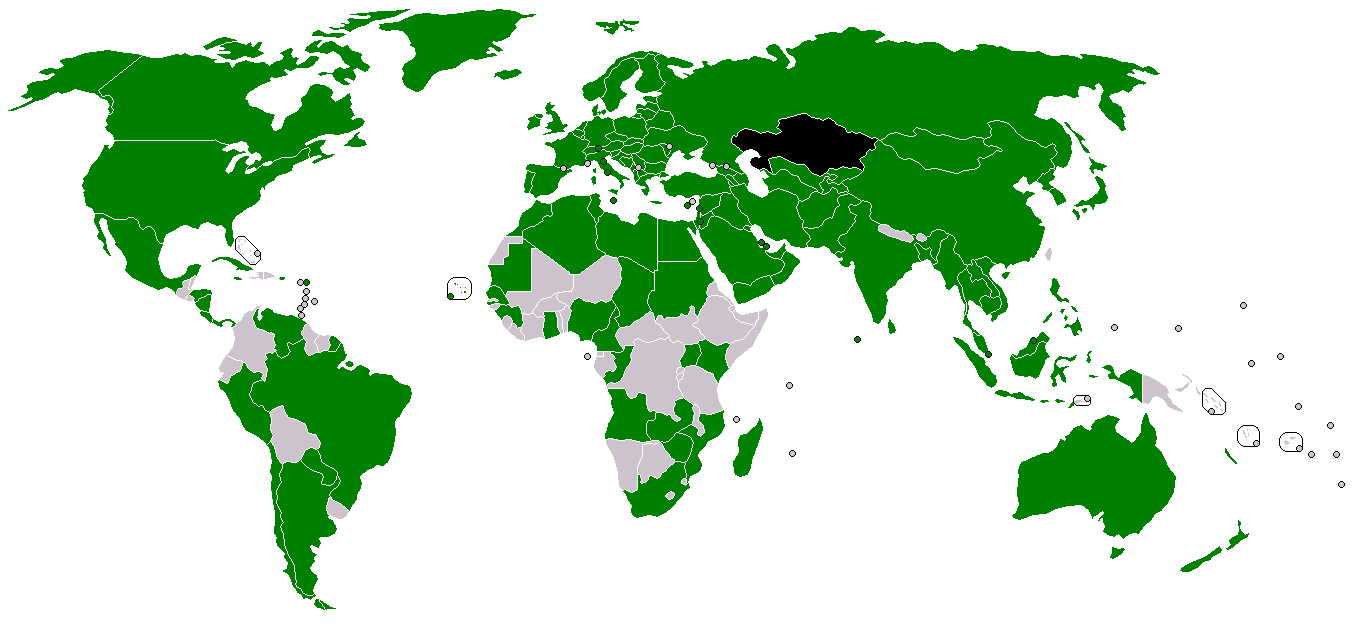
الدول التي لها علاقات مع كازاخستان (اللون الأخضر)

أنشأت كازاخستان علاقاتٍ دبلوماسيةً مع 130 كيانا سياديا (بما في ذلك الفاتيكان، وفرسان مالطة، وفلسطين) ومع الاتحاد الأوروبي · .

### أرمينيا
بدأت العلاقات الدبلوماسية بين البلدين في 27 أغسطس 1992. ومنذ عام 1992، وأرمينيا لديها سفارة في ألماتي وكازاخستان لديها كذلك سفارة في يريفان.

### أذربيجان
بدأت العلاقات الدبلوماسية بتاريخ 27 أغسطس 1992. لدى أذربيجان سفارة في أستانا. ولدى كازاخستان كذلك سفارة في باكو منذ 16 ديسمبر 1994 والعلاقات بين البلدين ودية نسبيا. ووفقا لوكالة الإحصاء بكازاخستان، بلغ مجموع الصادرات إلى أذربيجان في 2005 129 مليون دولار، وبلغ إجمالي الواردات من أذربيجان من 3 ملايين دولار أمريكي. كلا البلدين أعضاء في المجلس التركي والمنظمة الدولية للثقافة التركية.

### الصين
بدأت العلاقات الدبلوماسية الرسمية في 3 يناير 1992 بعد تفكك الاتحاد السوفياتي ووقع البلدان أول اتفاق على الحدود في أبريل 1994. وفي 1993، قام الرئيس الكازاخي نور سلطان نزارباييف بزيارة رسمية لبكين تلبية لدعوة من الرئيس الصيني جيانغ زيمين. في عام 1996، أسست كازاخستان والصين مع روسيا وقيرغيزستان وطاجيكستان وأوزبكستان منظمة شانغهاي للتعاون. يتعاون البلدان في مجال في التنمية الاقتصادية ومكافحة الإرهاب وتهريب المخدرات. تعتزم الصين أيضا تطوير علاقاتها مع كازاخستان للحد من نفوذ الولايات المتحدة في آسيا الوسطى ومنع إقامة أي قواعد جوية أمريكية في كازاخستان · .

خط أنابيب آسيا الوسطى - الصين، التي وضعتها مؤسسة البترول الوطنية الصينية وكاز-موناي-غاز، يمر عبر أراضي كازاخستان.

### الولايات المتحدة
بدأت العلاقات الدبلوماسية بين كازاخستان والولايات المتحدة في 16 ديسمبر 1991، عندما أصبحت الولايات المتحدة أول دولة تعترف باستقلال الجمهورية السوفيتية السابقة. لعبت الولايات المتحدة دورا رئيسيا في مساعدة كازاخستان في التخلص وتفكيك مخزونها من الأسلحة النووية بين عامي 1991 و1996. وبعد أحداث 11 سبتمبر 2001، ازداد التعاون الثنائي بعد مساعدة كازاخستان للولايات المتحدة في الحرب على الإرهاب. شارك 27 جنديا من القوات المسلحة الكازاخية في حرب العراق ثم انسحبت في 2008، وقد فككت القوات 4 ملايين لغم ومتفجرات أخرى وساعدت في توفير الرعاية الطبية لأكثر من 5,000 من أعضاء التحالف ومدنيين وقامت بتنقية 718 متر مكعب من المياه. اقترحت الحكومة الكازاخية للولايات المتحدة فتح قواعد للعمليات العسكرية الأمريكية، ولكن بعد الضغط الروسي والصيني، قال الجنرال جون أبي زيد، قائد القيادة المركزية للولايات المتحدة في 3 مايو 2005 أن «الولايات المتحدة الأمريكية لا تنوي فتح قاعدة عسكرية في كازاخستان، ما لم يكن هناك وضع متوتر في المنطقة، والتي بموجبها تطلب الحكومة الكازاخية الدعم من الولايات المتحدة».

### قيرغيزستان
العلاقات الثنائية بين البلدين قوية جدا وشعوب قيرغيزستان وكازاخستان هي قريبة جدا من بعضها البعض في اللغة والثقافة والدين. في 26 أبريل 2007، وَقَّع رؤساء كازاخستان وقيرغيزستان اتفاقا لإنشاء «المجلس الأعلى الدولي» بين الدولتين وكان هذا الاتفاق خلال زيارة رسمية من الرئيس الكازاخي إلى عاصمة قيرغيزستان بشكك.

### أوزبكستان
لكازاخستان علاقات دبلوماسية جيدة مع أوزبكستان والرئيس الأوزبكي إسلام كريموف قام بزيارة كازاخستان عدة مرات.

### روسيا
لكازاخستان علاقات دبلوماسية جيدة مع روسيا ولديها سفارة في موسكو وقنصليات عامة في سانت بطرسبرغ، أستراخان وأومسك. لدى روسيا كذلك سفارة في أستانا وقنصليتين في ألماتي واللأورال.

### تركمانستان
- لدى كازاخستان سفارة في عشق أباد.
- لدى تركمانستان سفارة في أستانا.

### أوكرانيا
- لدى كازاخستان سفارة في كييف وقنصلية فخرية في أوديسا.
- لدى أوكرانيا سفارة في أستانا وقنصلية عامة في ألماتي.

يعيش بين 895000 و 2400000 من عرقية الأوكرانيين في كازاخستان. كلا البلدين أعضاء تراسيكا ومبادرة باكو. التجارة الثنائية في عام 2012 هي الضعف مقارنة بعام 2010 ووصلت إلى 4,4 مليون دولار.

### الاتحاد الأوروبي
منذ عام 2002، أصبح الاتحاد الأوروبي أكبر شريك تجاري لكازاخستان نظرا لأنه يمثل 40٪ من صادراتها. هذه الصادرات هي أولا، النفط والغاز (80٪ في عام 2007). في عام 2007، بلغت واردات كازاخستان من السلع للاتحاد الأوروبي إلى 13,35 €. وشكلت صادرات الاتحاد الأوروبي إلى كازاخستان 6,04 € من السلع و 1.92 € من الخدمات.

## البلدان التي لم تُقم معها كازاخستان علاقات دبلوماسية

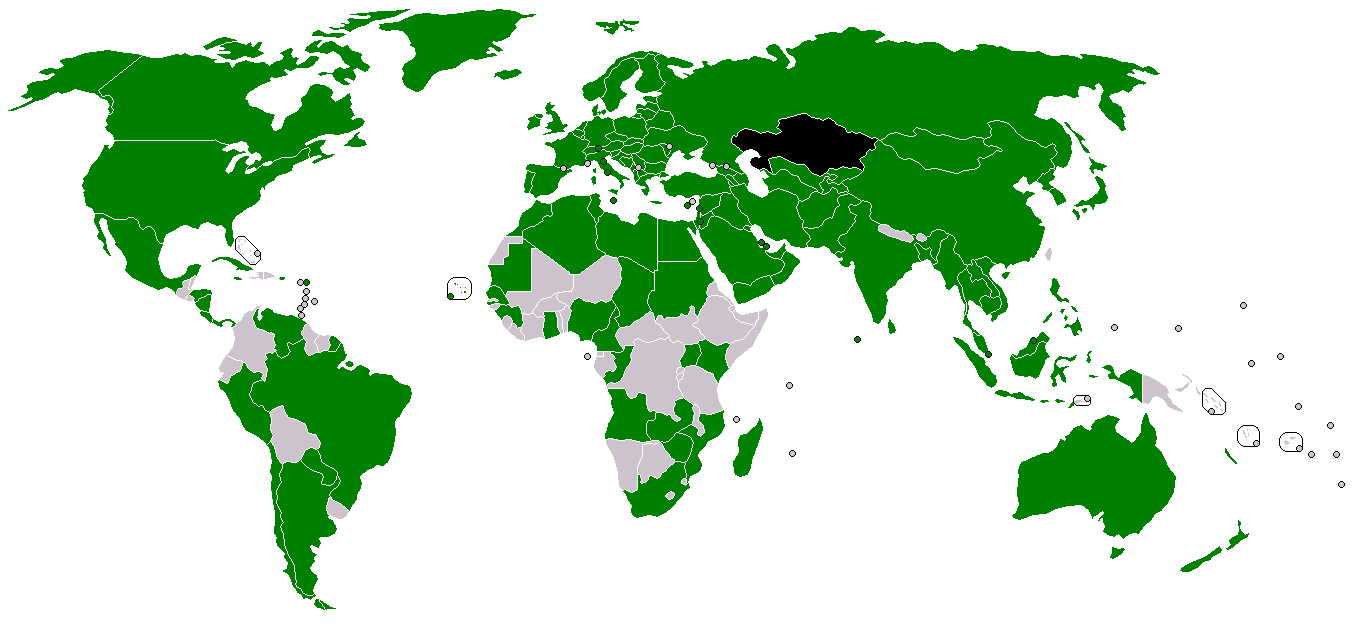
الدول التي لها علاقات مع كازاخستان (اللون الرمادي)

لم تُقم كازاخستان علاقات دبلوماسية مع:

### أوروبا
أندورا

### الأمريكيتين
بليز وجزر البهاما وهايتي، وسانت كيتس ونيفيس، سانت لوسيا، سانت فنسنت والجرينادين، ودومينيكا، وغرينادا، وترينيداد وتوباغو وبربادوس وغيانا وسورينام، غواتيمالا والسلفادور وبوليفيا وأوروغواي.

### إفريقيا
غامبيا ومالي وبوركينا فاسو وبنين وتوغو وساحل العاج وليبيريا وسيراليون وغينيا بيساو وجمهورية أفريقيا الوسطى وغينيا الاستوائية وساو تومي وبرينسيبي والغابون والكونغو وجنوب السودان ورواندا وبوروندي وتنزانيا والصومال وجيبوتي وإريتريا وإثيوبيا وسيشل وجزر القمر وموريشيوس وملاوي وليسوتو وسوازيلاند وناميبيا وبوتسوانا.

### آسيا
بوتان ونيبال.

### أوقيانوسيا والمحيط الهادئ
تيمور الشرقية، بالاو، ميكرونيزيا، وجزر مارشال وكيريباتي وتوفالو، وناورو، وساموا، وتونغا، جزر كوك، نيوي وجزر سليمان وفانواتو وفيجي، بابوا غينيا الجديدة.

## سياسة التأشيرات
بمناسبة الاجتماع الـ27 لمجلس المستثمرين الأجانب، أعلن الرئيس نزارباييف الدخول بدون تأشيرة للمواطنين من الولايات المتحدة، وهولندا، والمملكة المتحدة، فرنسا، ألمانيا وإيطاليا وماليزيا والإمارات العربية المتحدة وكوريا الجنوبية واليابان. وتجدر الإشارة إلى أنه في الوقت الحالي بأن كازاخستان والولايات المتحدة يقدم تأشيرات لمدة 5 سنوات لمواطني البلد الآخر.

## النزاعات الحدودية
الحدود البحرية في بحر قزوين، وسوء التقسيم الحدودي وعدم احتكامها لأي اتفاق دولي لا تزال نقطة خلاف بين روسيا وأوزبكستان وكازاخستان وتركمانستان. ووفقا لساجينتاييف باكيتزاشان عبديروفيتش نائب رئيس مجلس الوزراء الكازاخي، ففي 2015 ستوقع كازاخستان والصين على اتفاق حكومي دولي بشأن توزيع مياه الأنهار الأربعة والعشرون العابرة للحدود.

## تهريب المخدرات
مع سقوط الاتحاد السوفيتي، أصبحت كازاخستان بلد عبور للمخدرات المنتجة في جنوب غرب آسيا (بما في ذلك الهيروين والقنب)، ومعظمهم من أفغانستان. في عام 2001، سجلت السلطات الكازاخية 1320 حالة تهريب للمخدرات وصادرت 18 طنا من تلك المواد. ومع ذلك، تعتبر هذه التقديرات جزء من حجم التداول الكلي نظرا لتفشي الفساد الذي لا يزال يعيق جهود مكافحة المخدرات الحكومة الكازاخية.

## حلف الناتو
بعد أن قررت قزخستان المشاركة بقوة عسكرية مع حلف الناتو في أفغانستان تعرضت لتفجيرين انتحاريين أحدهما في العاصمة الكازاخستانية أستانا.